# Ракетный удар по Киеву 10 октября 2022 года
Серия ракетных ударов по Киеву произошла в понедельник 10 октября 2022 года, начиная с 8 часов утра по киевскому времени. Атака совершена ВС РФ во время российского вторжения в Украину. В результате обстрелов 7 человек погибли и 49 получили ранения. Эта атака на Украину стала одной из крупнейших с начала войны. Удары носили неизбирательный характер, целями являлись объекты гражданской инфраструктуры и жилые дома.
Воздушная тревога в Киеве длилась рекордные 5 часов 37 минут. В Киевской области сработала ПВО. Было повреждено здание, где находится, среди прочего, визовый отдел консульства Германии.
Атака на Киев была частью широкомасштабного российского удара по всей Украине 10 октября 2022 года. 

## Ход событий

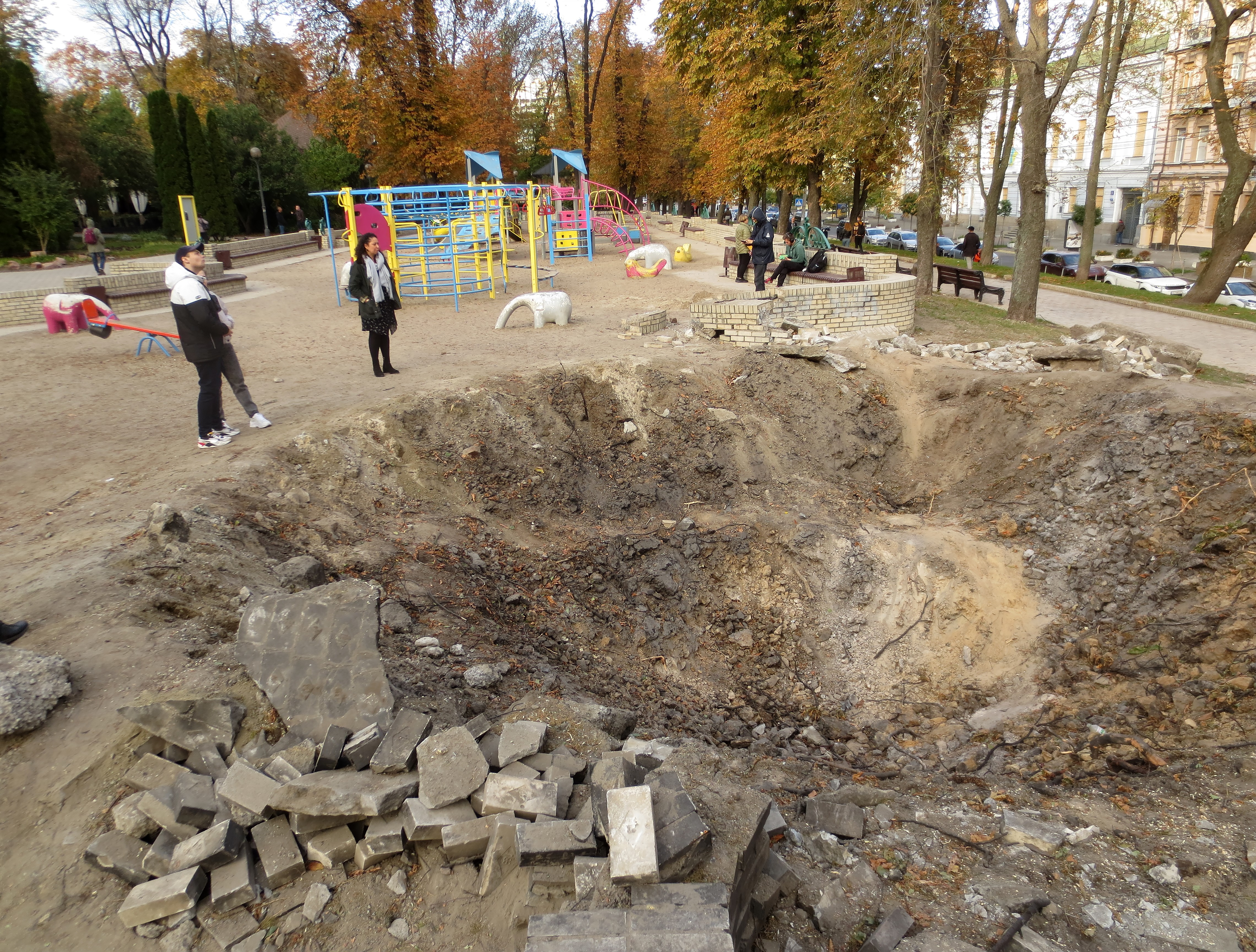
Воронка на детской площадке в парке Тараса Шевченко

Утром около 8:18 (UTC+3) в понедельник 10 октября 2022 года в Шевченковском районе Киева прогремели три взрыва с интервалом в 1-2 минуты. Одна из ракет упала возле памятника Михаилу Грушевскому на пересечении ул. Владимирской и бульвара Тараса Шевченко, а через минуту взорвалась вторая ракета на детской площадке в парке им. Тараса Шевченко. Также было попадание рядом с лестницей к памятнику Магдебургскому праву, находящемуся под пешеходно-велосипедным мостом через Владимирский спуск. В центре Киева ракета попала в проезжую часть, полностью уничтожив шесть автомобилей и повредив ещё 15.

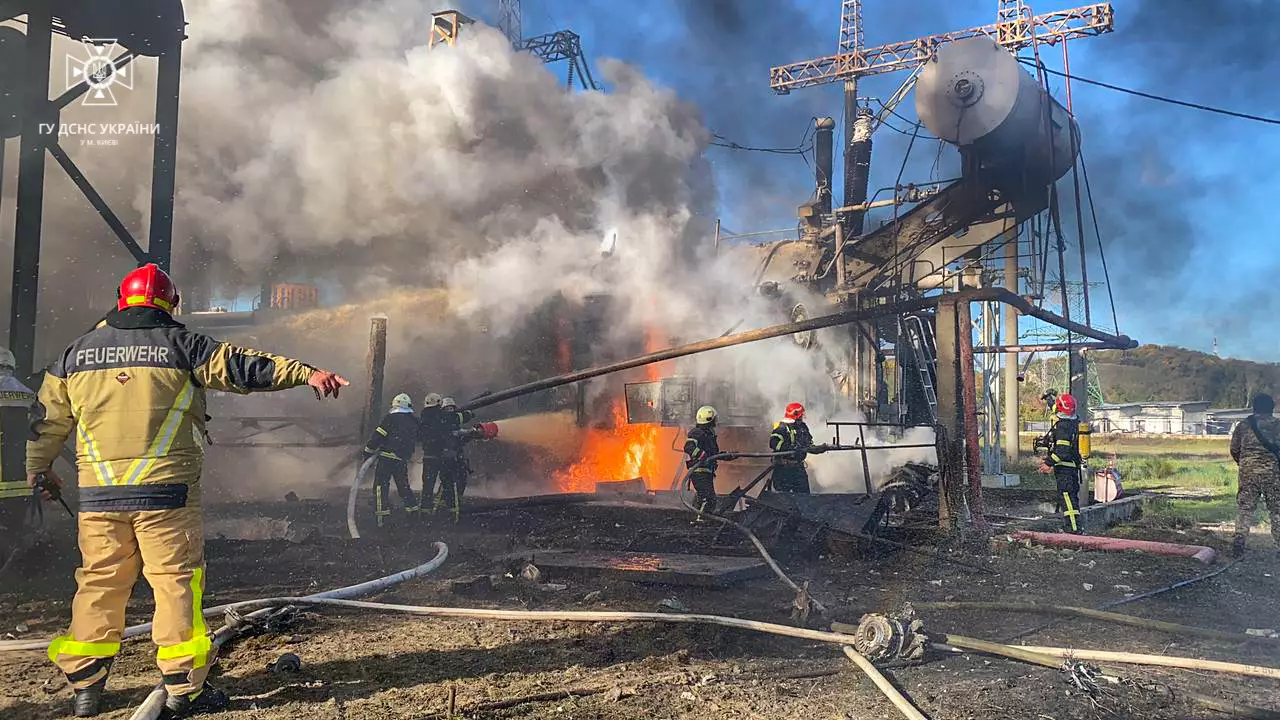
Последствия обстрела теплоэлектроцентрали

Приблизительно в 9:30 произошла вторая серия взрывов на критических объектах инфраструктуры. Два попадания произошли в Голосеевском районе Киева — по территории Киевской теплоэлектроцентрали № 5 и в бизнес-центр «101 Tower», рядом со Станцией теплоснабжения № 1. Одно попадание было в Деснянском районе в складское здание вблизи Киевской теплоэлектроцентрали № 6.
Сигнал воздушной тревоги в Киеве звучал в промежутке 06:47 — 12:24.
В 10:40 были повторные взрывы и сработала ПВО.
Взрывной волной было повреждено здание и крыша центрального вокзала Киев-Пассажирский, но вокзал продолжает работать.
Киевское метро пришлось остановить на красной линии, а также был закрыт пересадочный узел «Театральная» — «Золотые ворота». Все станции продолжают работать как укрытие. В 12:50 движение поездов метро в Киеве было восстановлено на всех линиях.
В 11:33 россияне ударили по району Троещина, где находится самая мощная ТЭЦ страны — ТЭЦ-6. Над ней поднялся дым.
Шевченковский район

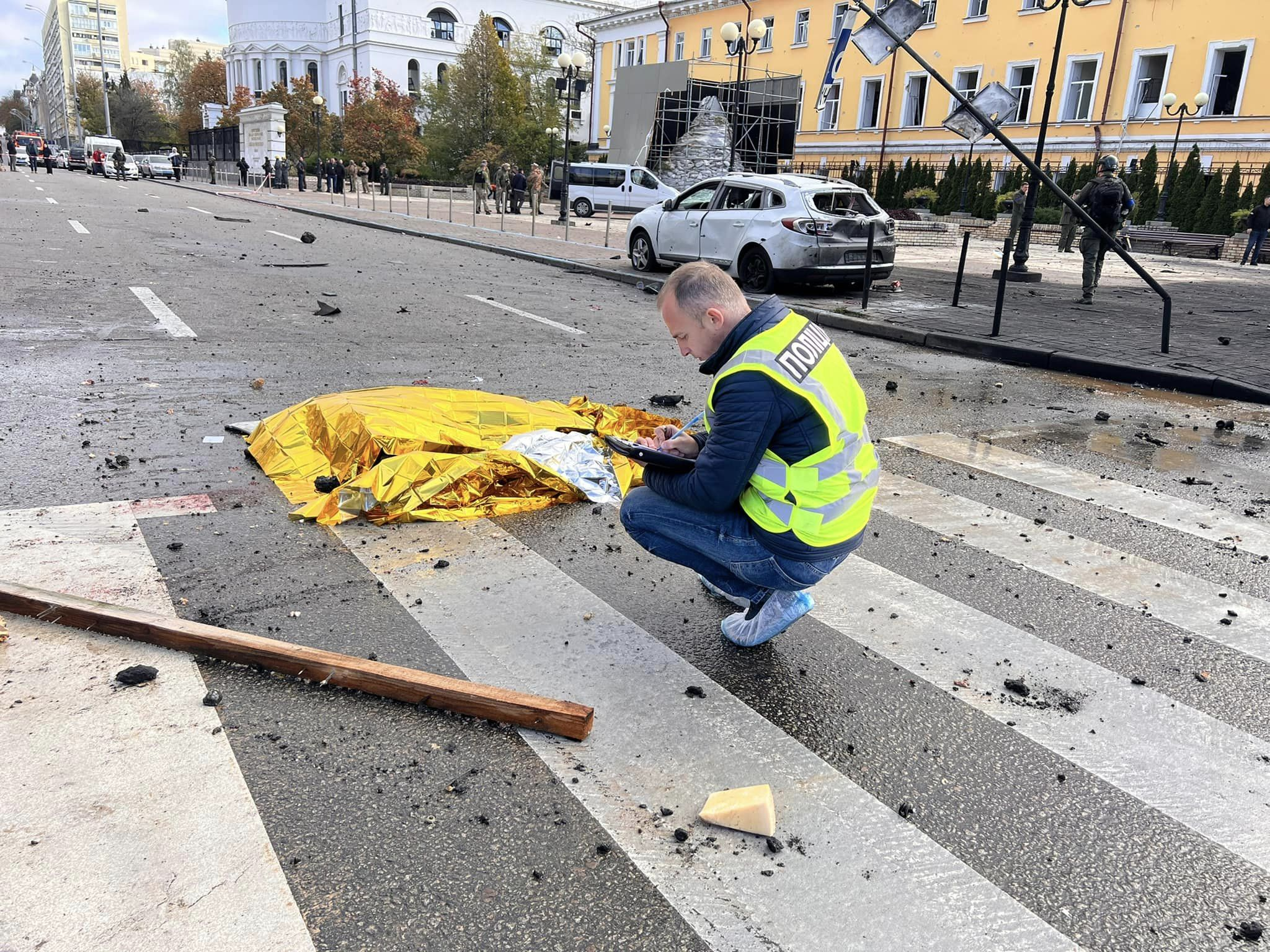
Жертва обстрела вблизи Дома учителя

Были зафиксированы три попадания по территории района. Повреждена проезжая часть бульвара Тараса Шевченко на перекрестке с Владимирской улицей. 6 автомобилей загорелись, ещё 15 были повреждены. По предварительной информации, 5 человек погибли, 24 травмированы. Также произошло два попадания в разные объекты инфраструктуры. Пострадали 3 человека. Один из российских снарядов ударил по детской площадке в парке Шевченко. Одна из ракет Х-101 повредила пешеходный «мост Кличко» от Владимирской горки до арки Свободы украинского народа.
Святошинский район
Попадания в одноэтажное здание, травмированы три человека.
Голосеевский район

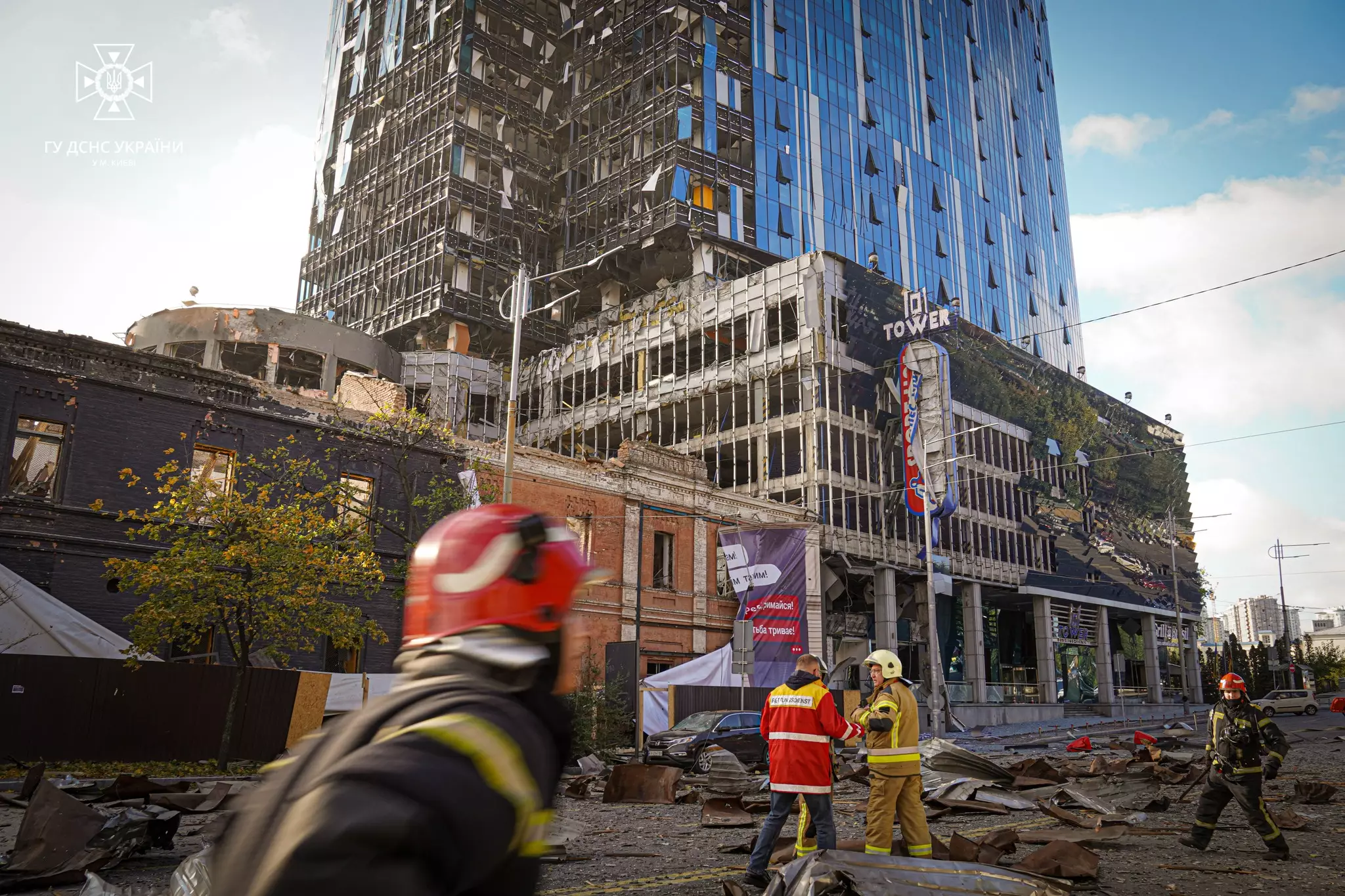
Небоскрёб «101 Tower»

Произошли два попадания в разные критические объекты инфраструктуры. Предварительно пострадал один человек. Существенно повреждён небоскрёб «101 Tower», в котором находятся бизнес-центр, офис компании Samsung, крупнейший на Украине поставщик электроэнергии ДТЭК и визовый отдел консульства Германии (с начала войны не работавший).
Деснянский район
Попадание в объект критической инфраструктуры. Предварительно пострадал один человек. 

## Жертвы
По информации замглавы Офиса президента Украины Кирилла Тимошенко, в результате ударов в Киеве погибли 7 человек и были ранены 49 (ранее советник министра внутренних дел Украины Ростислав Смирнов сообщал о 8 погибших и 24 раненых в Шевченковском районе).

## Повреждение культурного наследия

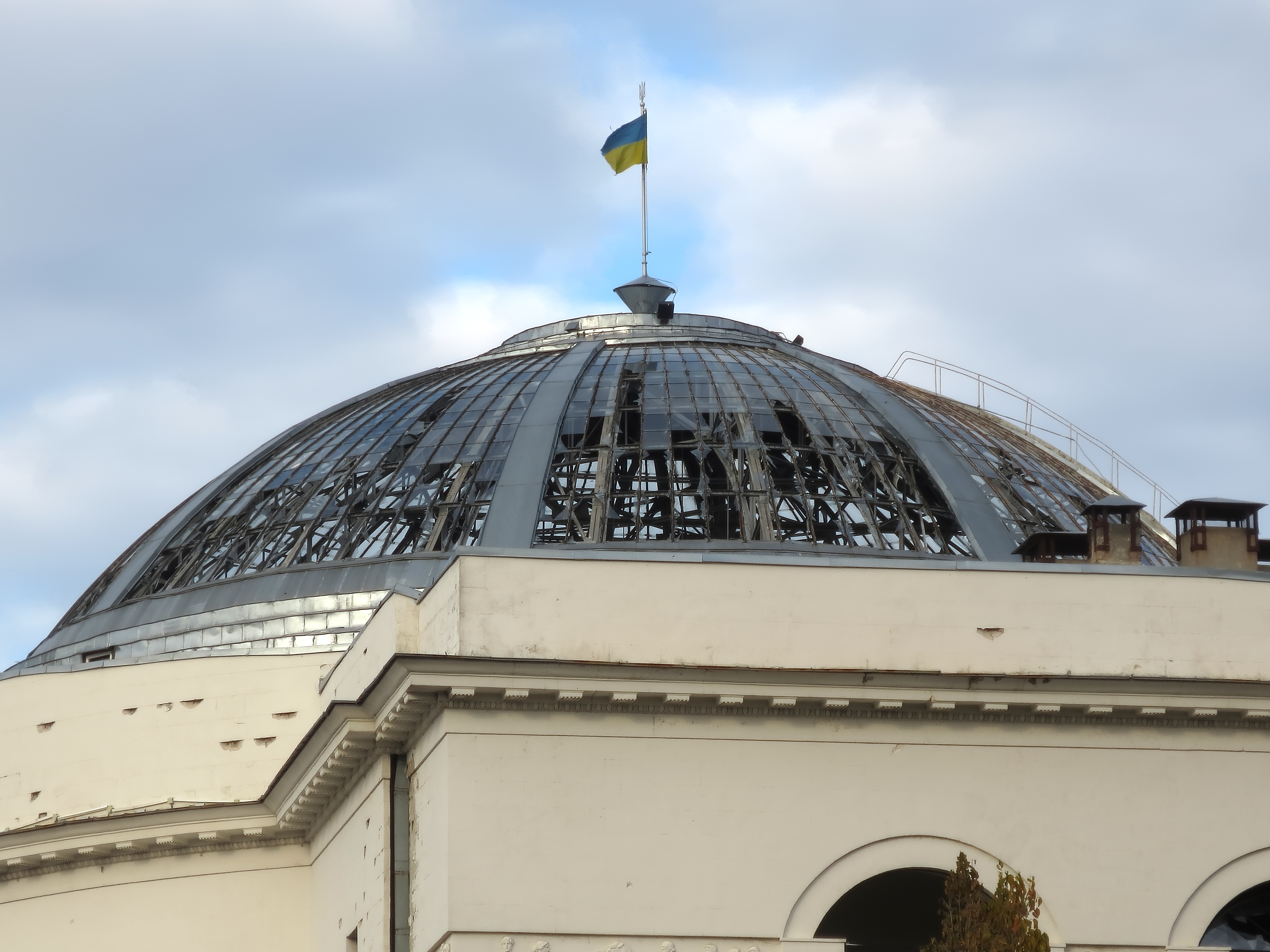
Купол Дома учителя после удара

От российских ракет пострадали здания культурного и образовательного характера. Так, повреждён исторический Дом учителя, выбиты окна в зданиях Киевского национального университета имени Тараса Шевченко, в киевской филармонии, музее искусств имени Богдана и Варвары Ханенко, музее Тараса Шевченко, музее Николая Бажана, музее Павла Тычины, Музее истории Киева, Киевской картинной галерее, Национальном научно-природоведческом музее НАН Украины и научно-исследовательском реставрационном центре. Пострадали и жилые дома — памятники архитектуры XIX века.

## Прочий урон
По данным мэра Киева Виталия Кличко, задеты, помимо прочего, 45 жилых домов, 3 школы, детский сад и 5 медицинских учреждений. Кроме того, сгорели шесть автомобилей, ещё более 15 автомобилей повреждены на перекрестке Владимирской улицы и бульвара Тараса Шевченко.

## Российская дезинформация
После атаки российская пропаганда провела информационно-психологическую кампанию, распространив следующие ложные тезисы: 
- «Началась массовая эвакуация сотрудников посольств на Украине»;
- «На Украине была полностью уничтожена вся инфраструктура»;
- «Началось наступление с территории Республики Беларусь»;
- «Владимир Зеленский был эвакуирован из Киева».

## Реакция
Президент Украины Владимир Зеленский записал видеообращение под открытым небом в центре Киева прямо во время атак, отметив: 

Они [русские] хотят паники и хаоса, хотят уничтожить нашу энергосистему. Враг хочет, чтобы мы испугались, чтобы люди побежали. Но бежать мы можем только вперед — и демонстрируем это на поле боя.
Мир осудил Россию. Владимир Зеленский и Олаф Шольц решили срочно созвать заседание стран G7. Генеральный секретарь ООН Антониу Гутерриш классифицировал удары как «дальнейшую неприемлемую эскалацию войны». Жозеп Боррель подчеркнул, что таким действиям «нет места в XXI веке». Госсекретарь США Энтони Блинкен в ответ на данный очередной акт российской агрессии отметил, что Россию следует привлечь к ответственности. Против агрессии выступила и Индия. Министр иностранных дел Германии Анналена Бербок назвал действия Путина и россиян по обстрелу мирных украинских жителей подлыми. Министр обороны ФРГ Кристине Ламбрехт рассказал, что они скоро передадут Киеву новейшую систему ПВО IRIS-T.

### Мнение экспертов
Ракетные удары не были связаны с соображениями военной стратегии и никак не улучшили ситуацию на линии фронта. Вместо этого удары были направлены на центры городов и гражданскую инфраструктуру, возможно, с целью запугивания Украины и её союзников в НАТО, нивелируя огромные успехи, достигнутые украинскими военными на поле боя. Отмечается что российский президент надеется, что такое устрашение может быть достаточным, чтобы компенсировать слабость его вооруженных сил на поле боя.
Военные эксперты считают, что российские войска намеренно наносят удары именно по гражданским, а не военным объектам. Генерал-майор австралийской армии в отставке Мик Райан отметил: «Российская армия постоянно проигрывает в полевых условиях Украине. Её единственный ответ — совершенствование в планировании и проведении систематической кампании зверств против мирного населения». Исследователь Conflict Intelligence Team Кирилл Михайлов классифицировал обстрел как акт террора и сказал, что удар по мирному перекрестку был сделан специально. Старший научный сотрудник Института исследований внешней политики Роб Ли полагает, что россияне специально использовали ограниченный запас крылатых ракет для поражения символических невоенных целей.